# Hylaeus chasanensis
Hylaeus chasanensis là một loài Hymenoptera trong họ Colletidae. Loài này được Romankova mô tả khoa học năm 1995.